# Čerčany
Čerčany är en ort i Tjeckien.   Den ligger i distriktet Benešov och regionen Mellersta Böhmen, i den centrala delen av landet, 30 km sydost om huvudstaden Prag. Čerčany ligger 284 meter över havet och antalet invånare är 2 611.
Terrängen runt Čerčany är platt åt sydväst, men åt nordost är den kuperad. Čerčany ligger nere i en dal.Runt Čerčany är det ganska tätbefolkat, med 54 invånare per kvadratkilometer. Närmaste större samhälle är Benešov, 8,0 km söder om Čerčany. I omgivningarna runt Čerčany växer i huvudsak blandskog.